# Salvatore Cancemi
Salvatore Cancemi (Palermo, 19 marzo 1942 – Trapani, 14 gennaio 2011) è stato un mafioso e collaboratore di giustizia italiano, legato a Cosa Nostra.

## Biografia

### Carriera criminale
La famiglia di Cancemi non aveva tradizioni all'interno della mafia, suo padre aveva aperto una fiorente macelleria. Nel 1971 finì in carcere con l’accusa di tentato contrabbando di sigarette ma dopo pochi giorni tornò in libertà perché il contrabbando non si era consumato. Cancemi venne affiliato nella cosca mafiosa di Porta Nuova da Vittorio Mangano, dopo aver compiuto un omicidio su richiesta di quest’ultimo come “prova”, alla presenza del boss Giuseppe Calò, nel 1976 all'età di 34 anni. Dopo l'arresto di Calò nel 1985, Cancemi verrà nominato reggente del mandamento di Porta Nuova da Salvatore Riina.
Nel 1976 Cancemi fu incarcerato all’Ucciardone per aver rubato un carico di carne a un macellaio che si era rifiutato di pagare il pizzo. Tornerà in libertà tre anni dopo e in carcere Tommaso Buscetta, pure lui membro della famiglia di Porta Nuova, Gerlando Alberti e Francesco Scrima si presero cura del neo iniziato Cancemi. Vent'anni dopo, quando Cancemi si riunì a Buscetta durante un processo nel 1993, confessò di aver strangolato due dei suoi figli nel 1982, per ordine di Totò Riina. Buscetta abbracciò Cancemi e disse: "Non puoi rifiutare l'ordine. Ti perdono perché so cosa vuol dire essere di Cosa Nostra".
Dopo un periodo trascorso nel penitenziario di Campobasso, dove era stato trasferito, ottenne la concessione della libertà vigilata e tornò a casa riprendendo il suo posto dietro al bancone della macelleria di famiglia. Scrima parlò bene di Cancemi a Pippo Calò tanto che questo iniziò a frequentare con maggiore insistenza il macellaio. Tra il 1981 e il 1982 Calò gli fece compiere il primo scatto di carriera nominandolo capodecina, ovvero leader di un gruppo di picciotti della famiglia di Porta Nuova, poiché stava dimostrando sul campo le proprie abilità avendo ucciso un discreto numero di avversari nella seconda guerra di mafia.
Fino ad allora il nome di Cancemi era pressoché sconosciuto a forze dell'ordine e magistratura ma a tirarlo fuori dall'anonimato ci pensò Salvatore Contorno che nell'ottobre del 1984 diventò un pentito raccontando con dovizia chi era e che cosa faceva l'ex macellaio. Di conseguenza la magistratura palermitana emise un ordine di custodia cautelare nei suoi confronti costringendolo a darsi alla latitanza. Tuttavia le parole di Contorno non furono sufficienti a farlo condannare e nel 1986 verrà assolto dall'accusa di associazione a delinquere per stampo mafioso durante il famoso maxiprocesso di Palermo. Cancemi si occupava principalmente di traffico di droga e di estorsioni nella sua zona dove i suoi uomini si permettevano di pagare abiti costosissimi a metà prezzo.
Il 30 marzo 1985 Calò fu arrestato e questo fatto diede indirettamente una spinta a Cancemi lanciandolo alla guida di diverse famiglie tra cui quella di Palermo centro e Borgo Vecchio. Nel 1987 verrà cooptato nella Commissione provinciale di Palermo, il governo di Cosa Nostra, come reggente del mandamento di Porta Nuova del quale, Calò, seppur detenuto, resterà il capo; Cancemi prenderà il suo posto nella Commissione grazie alla sponsorizzazione di Raffaele Ganci, capo della famiglia della Noce e al quale lo legava la stessa professione di macellaio.
Cancemi fu coinvolto nei preparativi e nelle esecuzioni degli omicidi dei magistrati antimafia Giovanni Falcone e Paolo Borsellino nel 1992. Fece da vedetta alla squadra che piazzò e fece esplodere la bomba a Capaci che uccise Falcone, sua moglie e tre uomini della sua scorta sull'Autostrada A29. Cancemi inizialmente negherà di aver partecipato all'omicidio di Borsellino, ma dovrà ammettere il suo coinvolgimento quando altri due pentiti, Calogero Ganci e Giovan Battista Ferrante, lo chiamarono in causa nel 1996. 
Cancemi descriverà la celebrazione della vittoria seguita all'attentato di Capaci: Totò Riina ordinò dello champagne francese e mentre gli altri brindarono, Cancemi e un altro futuro pentito Santino Di Matteo si guardarono scambiandosi una cupa valutazione su Riina e sul loro futuro: "Questo cornuto sarà la rovina di tutti noi". 
Difatti come accadde anche ad altri, Cancemi non si riconosceva più nella deriva sanguinaria imboccata da Riina; aveva partecipato a tutte le riunioni in cui la Commissione aveva deciso di andare allo scontro frontale con lo Stato avvertendo una forte sensazione di disagio.
Nell'ottobre del 1992 fu costretto a darsi alla latitanza poiché accusato dell'omicidio dell'eurodeputato democristiano Salvo Lima, assassinato a Palermo sette mesi prima.

### La collaborazione con la giustizia
Dopo l'arresto di Riina e il cambio della guardia con Bernardo Provenzano, Cancemi prese coraggio e manifestò le sue forti perplessità circa la gestione complessiva di Cosa Nostra inimicandosi zu Binnu. Quando questo lo convocò con urgenza tramite un pizzino, Cancemi, temendo che si trattasse di una trappola, alle 5.30 del 23 luglio 1993 si consegnò spontaneamente ai Carabinieri di Piazza Verdi a Palermo, dichiarando che alle 7.00 avrebbe dovuto incontrarsi con il latitante Pietro Aglieri, capomandamento di Santa Maria di Gesù, per poi raggiungere Provenzano in una località segreta, offrendosi di aiutarli ad organizzare una trappola; l'informazione però venne considerata non veritiera dai Carabinieri, i quali erano convinti che Provenzano, introvabile da quasi 30 anni, fosse morto poiché dopo un decennio la moglie e i figli erano tornati a vivere e a lavorare a Corleone, decidendo quindi di non sfruttare l'occasione. 
Tra le prime notizie che Cancemi si era premurato di comunicare vi era quella secondo la quale il capitano Ultimo, l'ufficiale colpevole di aver arrestato Riina, era finito nel mirino di Provenzano che lo voleva morto a tutti i costi con l'idea di sequestrarlo, interrogarlo e torturarlo prima di ucciderlo. Trasferito per ragioni di sicurezza in una caserma di Verona, solo il 5 agosto, e dopo un confronto con il tenente colonnello Mario Mori, cominciò faticosamente ad aprirsi e il procuratore capo di Palermo Giancarlo Caselli, il suo aggiunto Guido Lo Forte e il sostituto Roberto Scarpinato raccolsero le sue prime dichiarazioni; tuttavia agli occhi dei magistrati non sempre apparve come un mafioso fermamente intenzionato a rivelare davvero tutto ciò di cui era a conoscenza ondivagando parecchio sulle stragi di Capaci e via D'Amelio e negando persino di aver fatto parte della Commissione e di aver eseguito omicidi, estorsioni e traffici di droga. I magistrati sospettavano che dietro l'inaspettata offerta di collaborazione si potesse nascondere un doppio gioco finalizzato a confondere le acque. Il 1º novembre il muro di reticenza cominciò a sgretolarsi: confessò di aver avuto un ruolo importante nella pianificazione della strage di Capaci, sia sul piano decisionale che sotto il profilo organizzativo con diversi sopralluoghi a Capaci, e di aver proposto di festeggiare con lo champagne sputando sul televisore alla notizia della morte di Falcone, fatto raccontato poi anche da Giovanni Brusca. Alla metà di gennaio del 1994 attraverso precise indicazioni consentì di recuperare in Svizzera due milioni di dollari che erano rinchiusi in una cassa a tenuta stagna sepolta nel Canton Ticino e che erano frutto di una partita di eroina con l'America. Solo nel 1996, dopo che a fare il suo nome erano stati Brusca e Giovan Battista Ferrante, Cancemi ammetterà di aver preso parte anche alla strage di via D'Amelio.
A causa del suo pentimento la sua famiglia decise di abbandonarlo.
In seguito, Cancemi rese dichiarazioni sull'organizzazione delle stragi del '92 e '93, sulla trattativa Stato-mafia e sui presunti rapporti dell'organizzazione con Marcello Dell'Utri e Silvio Berlusconi; raccontò, in due interrogatori del 1998 che Riina fosse in contatto con i due fin dagli anni ottanta e che il legame sarebbe diventato più intenso nel periodo precedente e successivo alle due stragi del 1992: "Berlusconi era nelle mani di Totò Riina e posso dire con assoluta certezza che lui li nominava sempre, diceva che dovevamo garantirli e stargli vicino ore e nel futuro perché avrebbero aiutato Cosa Nostra. [...] Riina diceva che aveva Berlusconi e Dell'Utri nelle mani: con loro possiamo dormire sonni tranquilli".
Salvatore Cancemi ha reso noto che la Fininvest, tramite Dell'Utri e il mafioso Vittorio Mangano, avrebbe pagato a Cosa nostra 200 milioni di lire (100.000 euro) all'anno. I presunti contatti, secondo Cancemi, dovevano sfociare in una legislazione favorevole all’organizzazione, in particolare al duro regime carcerario 41-bis. La premessa di fondo era che Cosa nostra avrebbe appoggiato il partito Forza Italia di Berlusconi in cambio di favori politici. Tuttavia nel 2002 la credibilità di Cancemi subì un duro colpo poiché il GIP Tona non credette né a lui né agli altri collaboratori che avevano confermato più o meno la stessa tesi non ritenendo le loro dichiarazioni attendibili e archiviò le accuse a Berlusconi e Dell'Utri.
In relazione ai presunti aggiustamenti delle sentenze sfavorevoli ai mafiosi, Cancemi disse che alcuni verdetti erano stati ottenuti grazie all'intercessione dei referenti politici di Cosa nostra affermando nel marzo del 1995 davanti alla Corte di Assise di Palermo che celebrava il processo del delitto Lima: "Totò Riina aveva più volte detto che della soluzione dei processi si interessava il giudice Corrado Carnevale che era intimo di Andreotti. Lima e Andreotti erano intimissimi dei cugini Nino e Ignazio Salvo. Il giro per gli aggiustamenti dei processi passava tra Riina, i Salvo, Lima, Andreotti e Carnevale." Pure in questo caso Cancemi non fu ritenuto credibile: Carnevale sarà condannato a 6 anni per concorso esterno in associazione mafiosa ma la Cassazione annullerà la sentenza senza rinvio "perché il fatto non sussiste".
L'ex macellaio è stato uno dei primi collaboratori a smascherare il finto pentito Vincenzo Scarantino, le cui confessioni nell'ambito del processo per la strage di via d'Amelio avevano portato alla condanna di persone estranee. Messo alle strette anche da Cancemi, Scarantino sostenne di essere stato obbligato a inventarsi le accuse perché minacciato da alcuni investigatori.
Nonostante le condanne per aver partecipato a diversi omicidi, ad esempio quelli di Salvo Lima, Giovanni Falcone, Paolo Borsellino, e il poliziotto Ninni Cassarà, Cancemi venne scarcerato. Alla domanda sull'attuale 'pax mafiosa', Salvatore Cancemi ha detto: "Trovo questo silenzio più terrificante delle bombe".

### Morte
Cancemi, che viveva sotto protezione in una località segreta vicino Trapani, è morto il 14 gennaio 2011 per un ictus a due mesi dal suo 69º compleanno. La notizia è stata diffusa solo due settimane dopo, il 27 gennaio, per ragioni di sicurezza.